# JL-10 (航空機)
JL-10（教練10型）
L-15
- 分類：練習機・軽攻撃機
- 製造者：洪都航空工業集団
- 運用者： 中国（中国人民解放軍空軍）
- 初飛行：2006年3月13日
- 生産数：試作機5機・量産機139機
- ユニットコスト：1,460万USドル（2008年）

教練10型（JL-10、簡体字:教练10型）は、中華人民共和国の洪都航空工業集団が開発したジェット練習機。猟鷹(Liè yīng)の愛称が与えられている。型番は教練のピン音の頭文字（JiaoLian）をとったものである。また、L-15とも呼ばれる。

## 概要
第4世代ジェット戦闘機のパイロット養成に必要となる次期高等練習機として開発された。2001年9月に北京で開かれた航空展で研究を進めていることが公表されており、試作初号機は2005年9月23日に完成し、翌年3月13日に初飛行した。
2013年にJL-10の名称で中国人民解放軍空軍での採用が決定されたが国産エンジンの搭載が条件とされ、エンジンは未だ開発途上にあったため、この時点での量産配備は先送りとなった。
2018年、中国人民解放軍海軍に就役したJL-10Hが公開。
2021年に、ロケット弾で攻撃訓練を行うJL-10の映像が公開された。洪都航空工業集団は人民解放軍へ一定数納品後、輸出型や単座攻撃型へ発展させる予定としている。
2024年、艤装中の福建甲板上にJL-10のモックアップが出現。JL-9ベースで開発失敗したJL-9Gに代わる艦載訓練機JL-10Jとされ、すでにカタパルト発艦用のローチンバーを装備した実機も飛行しているとされる。

## 設計
同時期に開発された練習機JL-9がJJ-7をベースに開発されたのに対し、本機は新規設計の機体であり、新技術も多く取り入れられている。また、AJT（高等練習機）型とLIFT（戦闘機前段階練習機）型の2種が存在する。
機体形状はロシアのヤコブレフ設計局の協力で行ったため、外見には同局が開発したYak-130との類似点が見られる。
AJT型はYak-130と同じ亜音速機であるが、LIFT型はアフターバーナー付きエンジンを搭載し音速突破が可能な超音速ジェット練習機となる。搭載エンジンは当初ロシア製のAI-222K-25Fまたは国産のWS-11が検討されていたが、試作初号機にはDV-2Sが搭載された。2号機からはAI-222K-25が搭載され、6号機でアフターバーナー付きのAI-222K-25Fとなった。また、国内採用の量産型では国産エンジンWS-17 「岷山」を搭載することとなった。
操縦系統は中国製練習機としては初となる4重のデジタル式フライ・バイ・ワイヤが使用され、コックピットにもグラスコックピットやHOTAS概念が採用されている。主翼下には4か所のハードポイントがあり、さらに主翼端にも空対空ミサイル用のハードポイントがある。LIFT型ではハードポイントが9か所に増やされ、若干の改修を加えることで軽攻撃機として運用することも可能とされる。さらにLIFT型は火器管制レーダーの搭載も可能とされている。

## 形式
L-15
亜音速ジェット型のベーシックモデルジェット練習機。
L-15AW
7つのハードポイントを備える軽攻撃機型。L-15Aとして販売されていた。
L-15 advanced fighter trainer
L-15の超音ジェット型。
L-15B
超音速軽攻撃機型 。9つのハードポイントを備える。
L-15Z
L-15AWのザンビア空軍仕様。
JL-10
中国人民解放軍空軍型。
JL-10H
中国人民解放軍海軍型。
JL-10J
中国人民解放軍空軍、空母艦載訓練仕様。

## 運用国
中華人民共和国
- 中国人民解放軍空軍: 50+機[10]
- 中国人民解放軍海軍: 12機[11]

 ザンビア
- ザンビア空軍: 6機発注済み[12]

製造元の洪都航空工業集団にザンビア空軍のパイロットや技術者を含めたチームを派遣して研修プログラムを受けた。
 アラブ首長国連邦
- アラブ首長国連邦空軍: 12機発注済み (36機計画中)[12]

 エチオピア

## 諸元
- 乗員：2名
- 全長：12.27 m
- 全幅：9.48 m
- 全高：4.84 m
- 空虚重量：4,500 kg
- 最大離陸重量：9,800 kg
- 最大速度：マッハ0.95（AJT型） / マッハ1.4（LIFT型）
- 航続距離：2,800 km
- 実用上昇限度：16,000 m
- エンジン：
  - 亜音速型 イーウチェンコ AI-222K-25 ターボファン（24.5 kN）×2
  - 超音速型 イーウチェンコ AI-222K-25F（ドライ推力27.0kN アフターバーナー推力 41.2 kN）×2
  - WS-17（アフターバーナー推力 46.1 kN）×2